# Knights of honor
Knights of Honor er et Real-Time Strategi PC-spil udviklet af bulgarske Black Sea Studios. Spillet blev udgivet af tyske Sunflowers i Europa i 2004, og af Paradox Entertainment i Nordamerika i 2005. Knights of Honor finder sted Middelalderens Europa.